# 坂井宏朱
坂井 宏朱 （さかい ひろみ、1984年2月25日 - 2012年1月15日）は、日本のオートレーサー（船橋オートレース場所属）。所有車は、｢Jロビンソン」・「ポジティブ｣。

## 来歴
2008年のスーパースター王座決定戦開催日に川口オートレース場へ観戦に行った際に、後に自身の指導員（師匠）となる永井大介の走りに感銘を受け、当時原付免許すらも取得していなかったが、オートレース選手になることを決意。
2010年6月24日、佐藤摩弥とともに、女子受験者としてオートレース第31期養成員試験に合格した2人のうちの1人となった。合格発表後にJTBを退社し、同年9月、茨城県下妻市に所在するオートレース選手養成所に入所した。このことは、フジテレビ系列の『潜入!リアルスコープ』やTBSの『Nスタ』などでも放送された。
2011年3月11日、正式に船橋オートレース場への配属が決定。7月8日に養成所を卒業し、佐藤と共に44年ぶりの女子オートレーサーとなった。指導員には、師匠でもある永井とともに、SG8勝の池田政和も助手として協力し、7月30日に船橋オートレース場でデビュー（8着）し、8月21日の同場で初勝利を挙げた。

### 殉職
2012年1月15日、船橋オートレース場で第1R一般戦に出走して6着となり、全レース終了後、16時5分過ぎからの走行練習に参加したが、この時第1コーナーで落車し、すぐに医務室に搬送され応急処置が施された。
報道によると、ホーム直線を通過して加速した際に激しくドドドを起こして姿勢を制御できなくなり、バイクから放り投げられ滑走し、第1コーナーコース脇にあった観客防護用の二重フェンス内側に衝突する。その直後、不運にも後方から自分の競走車が同じ方向に滑走し、坂井もろともフェンスに激突してしまった。現場のフェンスは事故の衝撃により内側の金網が大きく凹んで外側の鉄パイプにまで達してパイプが曲がり、坂井の愛車もフレームの中央が破断して真っ二つになったほどで、激しい衝撃を受けていたことが窺える状況だった。
坂井は重度の全身打撲や頭蓋骨骨折などにより、同日17時13分に死亡が確認された。27歳没。レースデビューからわずか半年で、通算成績は22戦1勝と上述の初勝利が生涯唯一の勝利となった。オート界における殉職事故は、2009年9月27日に飯塚7Rで永井秀樹（伊勢崎）がレース中の事故で亡くなって以来93件目（練習中では5件目）。
事故発生後の当日夜、競走に参加していた師匠の永井大介・同期の青山周平らや、参加していなかった佐藤摩弥など他の選手も集まって事故現場において献花し、翌日には場内に一般ファン向けの献花台が設置され、第1Rの試走直後に関係者全員で坂井に対し黙祷を捧げた。
葬儀は1月19日に増上寺光摂殿で営まれ、その中で坂井が生前に臓器提供の意思を表していたことから、事故で受傷しなかった角膜が提供されたことが明らかにされた。戒名は「一道院宏髄浄安大姉（いちどういんこうずいじょうあんだいし）」。
事故の報道後、坂井の公式ブログには追悼コメントが絶えなかったが、事故から丁度半年となる7月15日に閉鎖された。トップページには「ブログは終了しますが、坂井選手は、皆さまの心の中に、いつまでも生き続けると信じています。」という管理人のコメントが掲載されていた。